# James Hopson
James Allen Hopson (ur. 1935 w New Haven w stanie Connecticut) – amerykański paleontolog, specjalizujący się w ewolucji niessaczych terapsydów i ssaków mezozoicznych.

## Życiorys
Ukończył studia geologiczne na Uniwersytecie Yale (1957). W latach 1963–1967 pracownik Peabody Museum of Natural History. W 1965 roku obronił rozprawę doktorską na Uniwersytecie Chicagowskim. W 1967 roku został wykładowcą tamtejszego Wydziału Anatomii, z którym był związany do przejścia na emeryturę w 2001 roku. Od 1971 roku zatrudniony był także na Wydziale Geologii Muzeum Historii Naturalnej w Chicago.
Był autorem publikacji poświęconych budowie puszki mózgowej ssaków i ewolucji ich ucha środkowego. Poza niessaczymi terapsydami i ssakami mezozoicznymi zajmował się również paleobiologią dinozaurów, opublikował artykuły dotyczące funkcji grzebieni czaszkowych hadrozaurów i ewolucji gadziego mózgu.